# Taylor Jenkins Reid
Taylor Jenkins Reid (Acton, Massachusetts; 20 de diciembre de 1983) es una escritora, productora de televisión y guionista estadounidense. Escribe principalmente romance y sus obras más destacadas son Los siete maridos de Evelyn Hugo y Todos quieren a Daisy Jones.

## Biografía
Nació en Acton (Massachusetts), luego fue criada en Los Ángeles. Inició su carrera en la producción cinematográfica. Trabajó como asistente de casting durante tres años, luego de graduarse de la universidad antes de intentar otros trabajos. Comenzó a escribir a tiempo parcial mientras trabajaba en una escuela secundaria hasta que consiguió un contrato por un libro. Por siempre, unidos fue su primera novela publicada en 2013.
En el mundo de las series de televisión, es una de los creadores la serie electrónica de Hulu, Resident Advisors, estrenada en 2015.
Su obra Los siete maridos de Evelyn Hugo, fue publicada en 2017. Recibió la nominación al Goodreads Choice Awards por mejor ficción histórica quedando en sexto lugar y fue finalista del premio del libro al año de Book of the Month en 2017.

## Vida privada
Vive en Los Ángeles con su esposo y su hija y tiene como mascota un perro.

## Obras publicadas
- Por siempre, unidos (2020). España: Titania. ISBN 978-84-92916-86-3. Título original: Forever, Interrupted (2013) Traducción: Encarna Quijada Vargas.
- Por siempre ¿felices? (2015). España: Titania. ISBN 978-84-929-16-94-8. Título original: After I Do(2014). Traducción: Encarna Quijada Vargas.
- Quizás en otra vida (2020). España: Titania. ISBN 978-84-163-27-93-5. Título original: Maybe in Another Life (2015). Traducción: Rocío Giselle Acosta
- Los dos amores de mi vida (2020). España: Titania. ISBN 978-84-17421-36-6. Título original: One True Love (2016). Traducción: Eva Pérez Muñoz.
- Los siete maridos de Evelyn Hugo (2020). España: Umbriel. ISBN 978-84-16517-27-5. Título original: The Seven Husbands of Evelyn Hugo (2017). Traducción: Nora Inés Escoms.
- Todos quieren a Daisy Jones (2021). España: Blackie Books. ISBN 978-84-175-52-87-9. Título original: Daisy Jones & The Six (2019). Traducción: Lucía Barahona
- Malibú renace (2021) España: Umbriel. ISBN 978-84-165-17-44-2. Título original: Malibu rising (2021). Traducción: Marta de Bru de Sala i Martí.
- El regreso de la perra Carrie Soto (2022). España: Umbriel. ISBN 978-61-24897-80-1. Título original: Carrie Soto is back (2022). Traducción: María del Carmen Boy Ruiz.

## Adaptaciones
- Daisy Jones & The Six, miniserie basada en la novela homónima y producida por Amazon Prime Video[6][7] con coproducción de Reese Witherspoon.[6]

- Los siete maridos de Evelyn Hugo, futura película basada en la novela homónima, producida por Netflix con guion escrito por Liz Tigelaar.